# Barnay
Barnay is een gemeente in het Franse departement Saône-et-Loire (regio Bourgogne-Franche-Comté) en telt 101 inwoners (2009). De plaats maakt deel uit van het arrondissement Autun.

## Geografie
De oppervlakte van Barnay bedraagt 15,8 km², de bevolkingsdichtheid is dus 6,4 inwoners per km².
De onderstaande kaart toont de ligging van Barnay met de belangrijkste infrastructuur en aangrenzende gemeenten.

## Demografie
Onderstaande figuur toont het verloop van het inwonertal (bron: INSEE-tellingen).